# Johann Christoph (Hohenzollern-Haigerloch)
Johann Christoph von Hohenzollern-Haigerloch (* 1586 in Haigerloch; † 1620 ebenda) war der zweite Graf von Hohenzollern-Haigerloch.

## Leben
Johann Christoph war der älteste Sohn des Grafen Christoph von Hohenzollern-Haigerloch aus dessen Ehe mit Katharina († nach 1608), Tochter des Freiherren Christoph von Welsperg. Beim Tod seines Vaters noch minderjährig übernahmen seine Onkel Eitel Friedrich von Hohenzollern-Hechingen und Karl von Hohenzollern-Sigmaringen die Vormundschaft.
In kaiserlichen Militärdiensten lebte er vornehmlich in Wien. Johann Christoph heiratete 1608 in Sigmaringen seine Cousine Marie (1592–1658), Tochter des Grafen Karl II. von Hohenzollern-Sigmaringen. Die Ehe blieb kinderlos. Johann Christoph erwarb 1612 das Haag-Schlössle in Haigerloch, in dem später seine Witwe lebte. Unter seiner Regierung wurde der unter seinem Vater begonnene Bau der Schlosskirche und des Hochaltars vollendet; die Weihe erfolgte 1609.
Mit Beginn des Dreißigjährigen Kriegs 1618 wurde er zum Kommandanten der Burg Hohenzollern gewählt. Als Graf von Hohenzollern-Haigerloch folgte ihm sein Bruder Karl.